# Jani Gabriel
Jani Oliveira Gabriel (Vila Real de Santo António, 26 de janeiro de 1991) é uma modelo e apresentadora portuguesa.
Entrou na moda aos 14 anos quando venceu o concurso Elite Model Look em 2005. É uma das manequins portuguesas mais requisitadas em eventos nacionais como a Moda Lisboa ou Portugal Fashion, sendo que já representou Portugal em grandes cidades da moda como Nova Iorque e Paris e em Shangai na final do concurso ELITE MODEL LOOK Internacional em 2015 onde foi a primeira portuguesa a ficar classificada no TOP15 a nível mundial.
Em 2011 foi considerada uma das 10 melhores New Faces na semana de Moda New York Fashion Week.
Iniciou o trabalho em TV como Repórter V do formato televisivo The Voice Portugal na RTP1.

## Biografia
Jani nunca pensou que  podia vir a tornar-se modelo, mas os seus amigos e professores levaram-na a participar num concurso de moda - o Elite Model Look -, que acabou por vencer, e ver, desse modo, as portas abertas para o mundo da moda logo aos 14 anos.
Logo depois do concurso, foi representar Portugal a Xangai , tendo ficado entre as 15 finalistas.
Desde então já desfilou nos maiores palcos da moda, como Nova Iorque Paris, Espanha ou Alemanha onde conviveu com alguns dos maiores nomes da moda. Foi capa de várias revistas de moda em Portugal e já ganhou um Globo de Ouro.

## Trabalhos em Televisão

### RTP
| Ano         | Programa                                | Cargo         |
| ----------- | --------------------------------------- | ------------- |
| 2015 - 2016 | The Voice Portugal 3                    | Repórter V    |
| 2015 - 2018 | Sociedade Recreativa (magazine semanal) | Apresentadora |
| 2016        | Praias Olímpicas                        | Apresentadora |
| 2016        | The Voice Portugal 4                    | Repórter V    |
| 2017        | Danças do Mundo                         | Concorrente   |
| 2017        | The Voice Portugal 5                    | Repórter V    |

### SIC
| Ano         | Programa                          | Cargo                                  | Canal                 |
| ----------- | --------------------------------- | -------------------------------------- | --------------------- |
| 2018 - 2022 | Fama Show                         | Apresentadora                          | SIC                   |
| 2019        | O Programa da Cristina - Especial | Repórter                               | SIC                   |
| 2019        | XXIV Gala dos Globos de Ouro      | Apresentadora da Passadeira Vermelha   | SIC                   |
| 2020        | Olhó Baião!                       | Repórter de Exteriores                 | SIC                   |
| 2020        | Domingão Especial Nazaré          | Repórter                               | SIC                   |
| 2021 / 2022 | Estamos em Casa                   | Apresentadora                          | SIC                   |
| 2022        | Rock in Rio Lisboa                | Apresentadora, com Carolina Patrocínio | SIC Mulher/ SIC Caras |

## Prémios/ Distinções
- 2005 -  Vencedora da Semi-Final do Elite Model Look Portugal 2005

- 2005 -  Vencedora do Elite Model Look Portugal 2005

- 2005 -  TOP 15 ELITE MODEL LOOK INTERNACIONAL - Xangai em 2005

- 2008 -  Vencedora Melhor Manequim da 31ª edição da Moda Lisboa / FASHION TV
- 2010 -  Vencedora Melhor Modelo Feminino Nacional “GLOBO de OURO 2009

- 2010 – Vencedora Melhor Modelo Feminino Nacional “FASHION TV AWARDS 2010

- 2012 -  2º prémio concurso Sexy Teen Correio da Manhã

- 2013 -  Vencedora concurso Sexy Teen Correio da Manhã

- 2014 -  Vencedora concurso Sexy Teen - Correio da Manhã

- 2015-   Vencedora do prémio Mulher Flash na categoria (Moda) referente a 2014

- 2016 -  Vencedora do prémio Mulher Flash na categoria: Revelação em Televisão
- 2016  - 2º  prémio concurso Sexy 20 CM

- 2017 -  2º  prémio concurso Sexy 20 CM